# Tetraena simplex
Tetraena simplex är en pockenholtsväxtart som först beskrevs av Carl von Linné, och fick sitt nu gällande namn av Beier & Thulin. Tetraena simplex ingår i släktet Tetraena och familjen pockenholtsväxter. Inga underarter finns listade i Catalogue of Life.